# 堀部勝広
堀部 勝広（ほりべ かつひろ、1964年6月10日 - ）は、日本の政治家。岐阜県加茂郡七宗町長（1期）。元七宗町議会議員（1期）。

## 来歴
七宗町出身。岐阜大学卒業。自動車製造会社に勤めていたが親の介護のために退職。七宗町に戻り花苗生産業に転じる。
2023年（令和5年）6月の七宗町議会議員選挙で初当選し、議員を1期務め、副議長を務める。
2025年（令和7年）3月18日に告示、同月23日に行われた町長選で、元町長の井戸敬二との一騎打ちを制し初当選した。
※当日有権者数：2,804人 最終投票率：77.50%（前回比：0.76pts）
| 候補者名 | 年齢 | 所属党派 | 新旧別 | 得票数  | 得票率 | 推薦・支持 |
| -------- | ---- | -------- | ------ | ------- | ------ | ---------- |
| 堀部勝広 | 60   | 無所属   | 新     | 1,277票 | 59.06% |            |
| 井戸敬二 | 63   | 無所属   | 元     | 885票   | 40.94% |            |